# Cantón de Montcuq
El cantón de Montcuq era una división administrativa francesa, que estaba situada en el departamento de Lot y la región de Mediodía-Pirineos.

## Composición
El cantón estaba formado por dieciséis comunas:
- Bagat-en-Quercy
- Belmontet
- Fargues
- Lascabanes
- Le Boulvé
- Lebreil
- Montcuq
- Montlauzun
- Sainte-Croix
- Saint-Cyprien
- Saint-Daunès
- Saint-Laurent-Lolmie
- Saint-Matré
- Saint-Pantaléon
- Saux
- Valprionde

## Supresión del cantón de Montcuq
En aplicación del Decreto n.º 2014-154 de 13 de febrero de 2014, el cantón de Montcuq fue suprimido el 22 de marzo de 2015 y sus 16 comunas pasaron a formar parte; trece del nuevo cantón de Luzech y tres del nuevo cantón de Puy-l'Évêque.